# 22 de abril
22 de abril é o 112.º dia do ano no calendário gregoriano (113.º em anos bissextos). Faltam 253 dias para acabar o ano.

## Eventos históricos

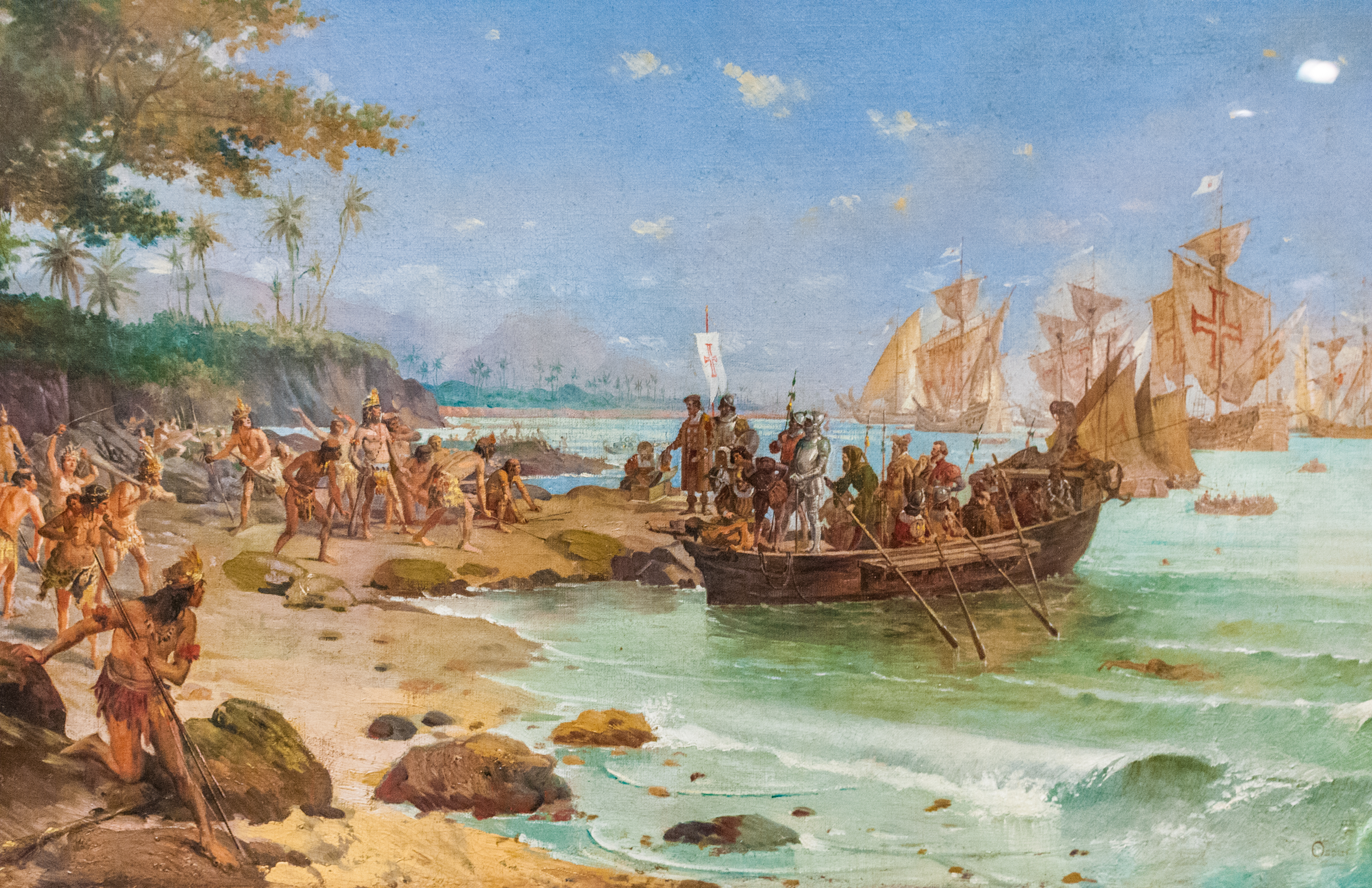
1500: Desembarque de Cabral em Porto Seguro (1904), óleo sobre tela de Oscar Pereira da Silva.

- 0238 — Ano dos seis imperadores: o senado romano destitui o imperador Maximino Trácio por suas proscrições sanguinárias em Roma e nomeia dois de seus membros, Pupieno e Balbino, ao trono.
- 1073 — É eleito o Papa Gregório VII.
- 1418 — Encerramento do Concílio de Constança, que resultou no fim do Grande Cisma do Ocidente.
- 1500 — O navegador Pedro Álvares Cabral torna-se o primeiro português a desembarcar na costa do atual Brasil, e o terceiro europeu, após os exploradores espanhóis Vicente Yáñez Pinzón e Diego de Lepe.
- 1519 — O conquistador espanhol Hernán Cortés estabelece um assentamento em Veracruz, atual México.
- 1529 — Tratado de Saragoça divide o hemisfério oriental entre Espanha e Portugal ao longo de uma linha a 297,5 léguas do leste das ilhas Molucas.
- 1639 — Escrita a bula papal, Commissum Nobis, publicada no Brasil em 1640 e que ameaçava de excomunhão aqueles que escravizassem indígenas dos territórios americanos de Portugal. A bula enfureceu as autoridades locais e contribuiu para a crescente oposição colonial aos jesuítas e seu trabalho missionário entre os guaranis.
- 1809 — Segundo dia da Batalha de Eckmühl: o exército austríaco é derrotado pelo exército da França liderado pelo imperador Napoleão I e fogem ao longo do Danúbio até Regensburgo.
- 1821 — O patriarca Gregório V de Constantinopla é enforcado pelo governo otomano no portão principal do Patriarcado e seu corpo é jogado no Bósforo.
- 1898 — Guerra Hispano-Americana: o presidente dos Estados Unidos William McKinley convoca 125 000 voluntários para ingressar na Guarda Nacional de seu país para lutarem em Cuba (então colônia espanhola), enquanto o Congresso dos EUA mais do que dobra as forças regulares do Exército daquela nação para 65 000.[1]
- 1906 — Tem início em Atenas os Jogos Olímpicos de Verão, atualmente não reconhecidos como parte dos Jogos Olímpicos oficiais.
- 1915 — O uso de gás venenoso na Primeira Guerra Mundial se intensifica quando o gás clorídrico é lançado como uma arma química na Segunda Batalha de Ypres.
- 1930 — Reino Unido, Japão e Estados Unidos assinam o Tratado Naval de Londres que regulamenta a guerra submarina e limita a construção naval.
- 1945
  - Segunda Guerra Mundial: revolta de prisioneiros no campo de concentração de Jasenovac. Quinhentos e vinte são mortos e cerca de oitenta fogem.
  - Segunda Guerra Mundial: Führerbunker: depois de saber que as forças soviéticas tomaram Eberswalde sem luta, Adolf Hitler admite a derrota em sua casamata subterrânea e afirma que o suicídio é seu único recurso.
  - O campo de concentração de Sachsenhausen é libertado por soldados do Exército Vermelho e do Exército Polonês.
- 1948 — Guerra árabe-israelense: a cidade portuária de Haifa é capturada por forças judaicas.
- 1951 — Guerra da Coréia: o Exército Voluntário do Povo Chinês começa a atacar posições defendidas pelo Regimento Real Australiano e pela Infantaria Ligeira Canadense na Batalha de Kapyong.[2]
- 1969 – O velejador britânico Sir Robin Knox-Johnston vence a Corrida do Globo de Ouro do Sunday Times e completa a primeira circunavegação solo sem escalas do mundo.[3]
- 1970 — É comemorado o primeiro Dia da Terra.
- 1977 — Utilizada pela primeira vez a fibra ótica como condutor de elevado rendimento de luz, imagens ou impulsos codificados.
- 1998 — O Reino Animal da Disney é aberto ao público no Walt Disney World.
- 2000
  - O Brasil comemora 500 anos do descobrimento do Brasil.[4]
  - Em um ataque antes do amanhecer, os agentes federais retiram à força o menino cubano de seis anos, Elián González, da casa de seus parentes em Miami.
- 2005 — O primeiro-ministro do Japão, Junichiro Koizumi, pede desculpas pelo histórico de guerra de seu país.
- 2008 — Um terremoto de 5,2 graus na escala de magnitude de momento atinge os estados brasileiros de São Paulo, Rio de Janeiro, Paraná, Santa Catarina e o sul de Minas Gerais.[5]
- 2016
  - A Organização das Nações Unidas assina o Acordo de Paris para ajudar a combater o aquecimento global.
  - Toma posse em Cabo Verde o governo chefiado pelo primeiro-ministro Ulisses Correia e Silva.
- 2019 — Sismo em Luzon, Filipinas, deixa 18 mortos e cerca de 282 feridos.

## Nascimentos

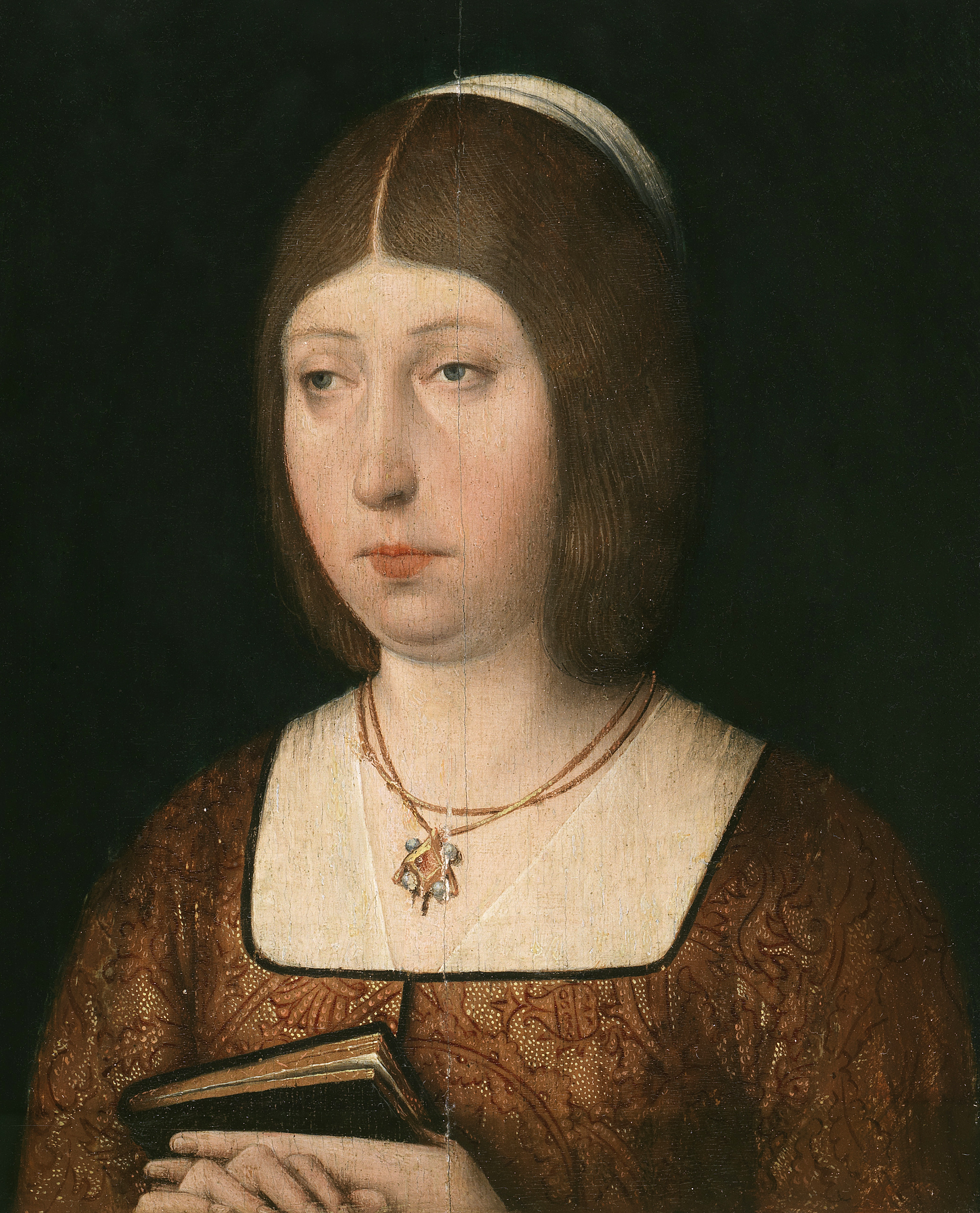
Isabel I de Castela

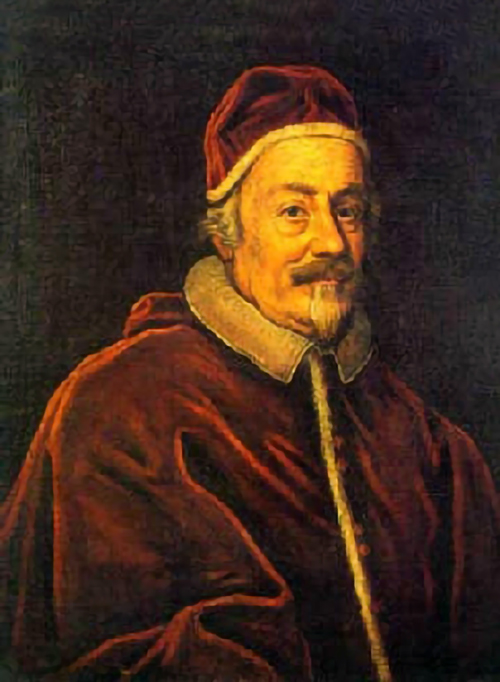
Papa Alexandre VIII

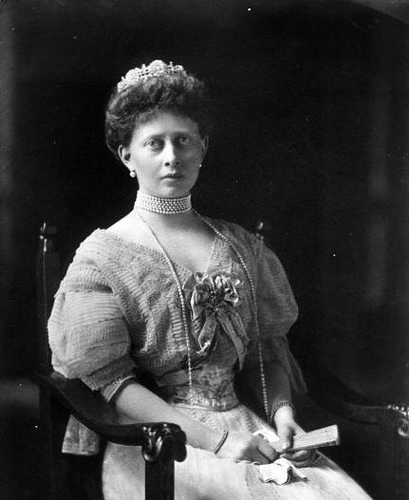
Margarida da Prússia

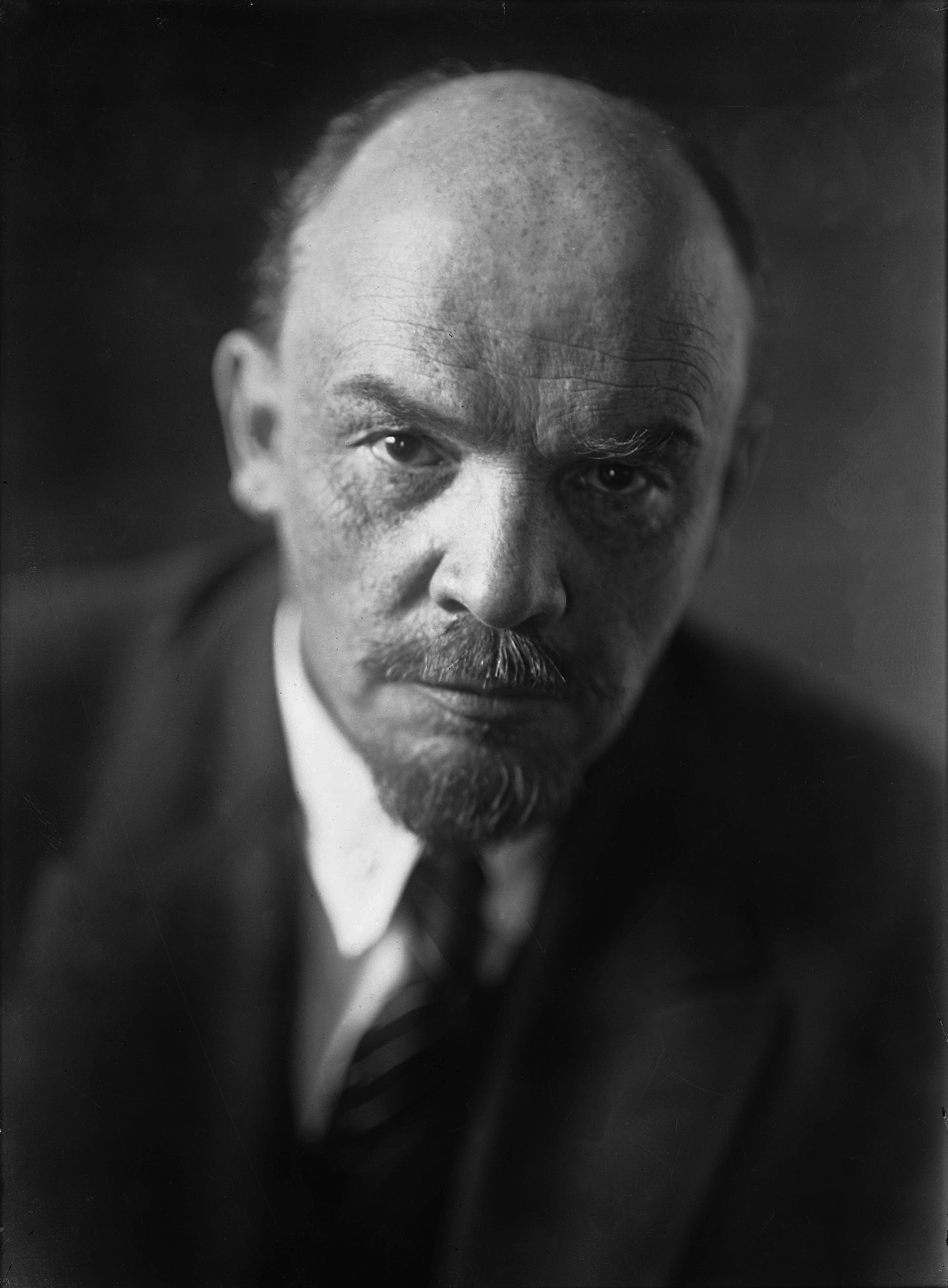
Vladimir Lenin

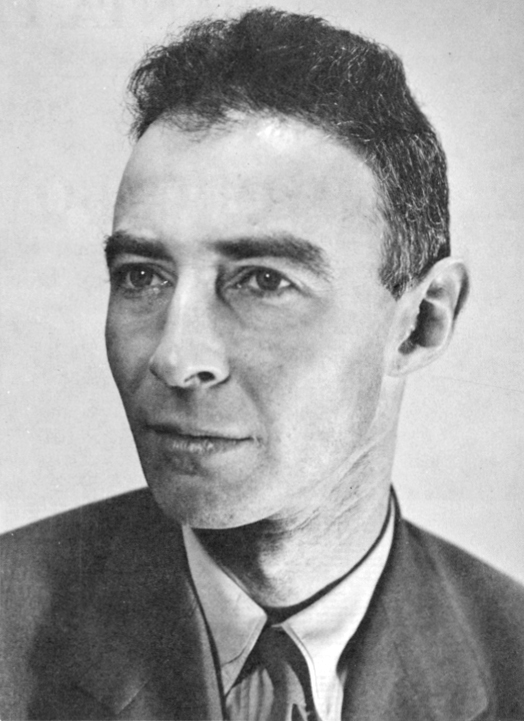
Robert Oppenheimer

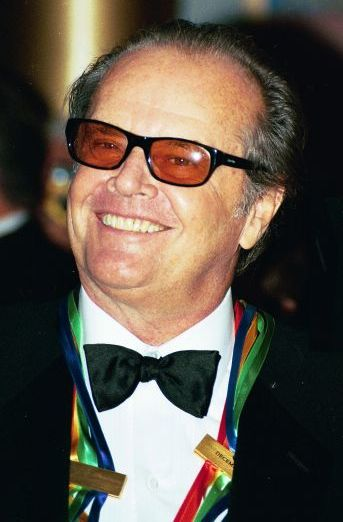
Jack Nicholson

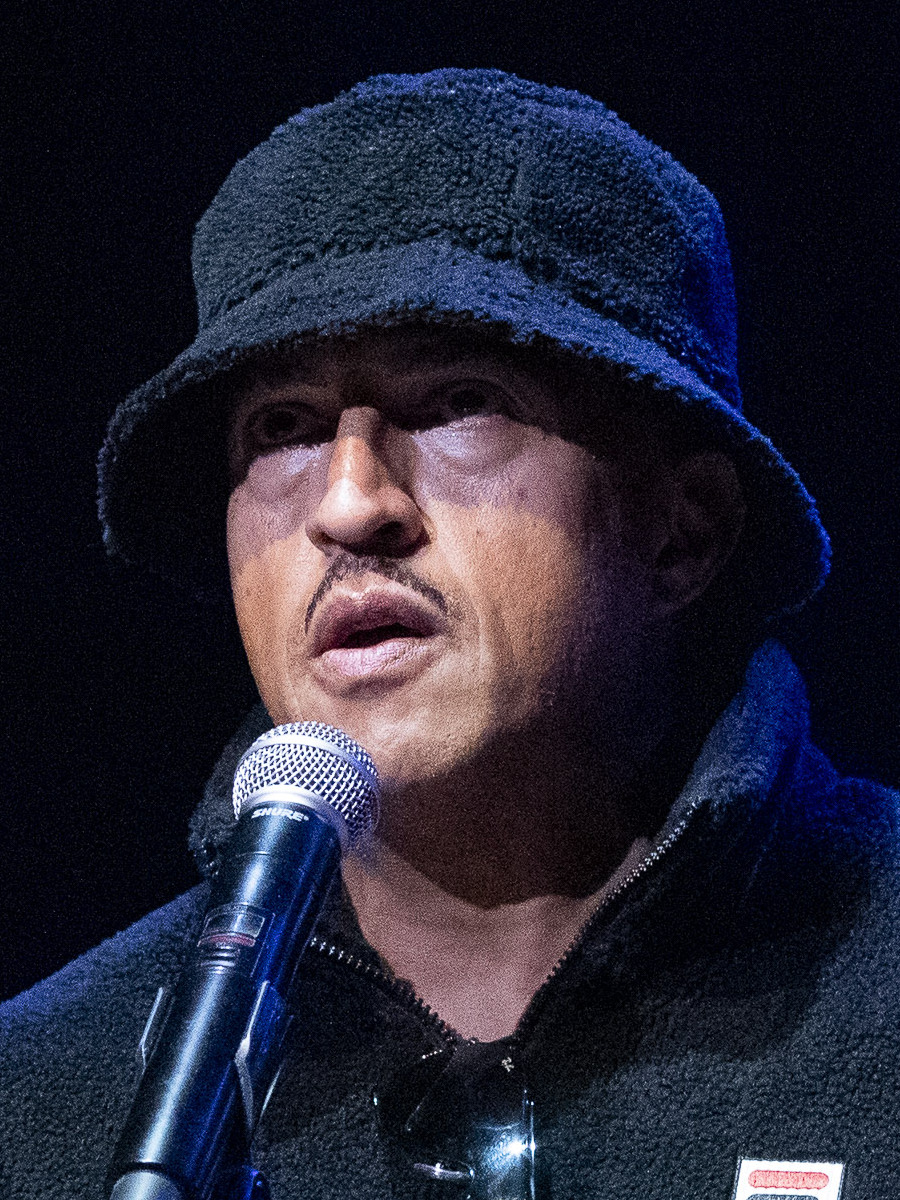
Mano Brown

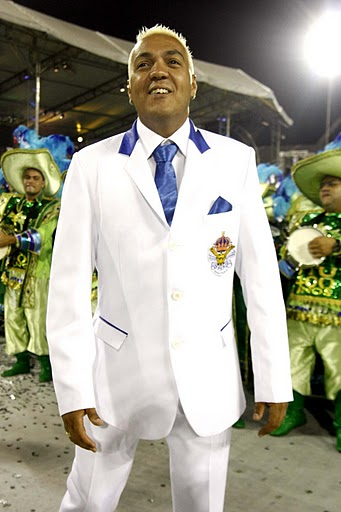
Belo

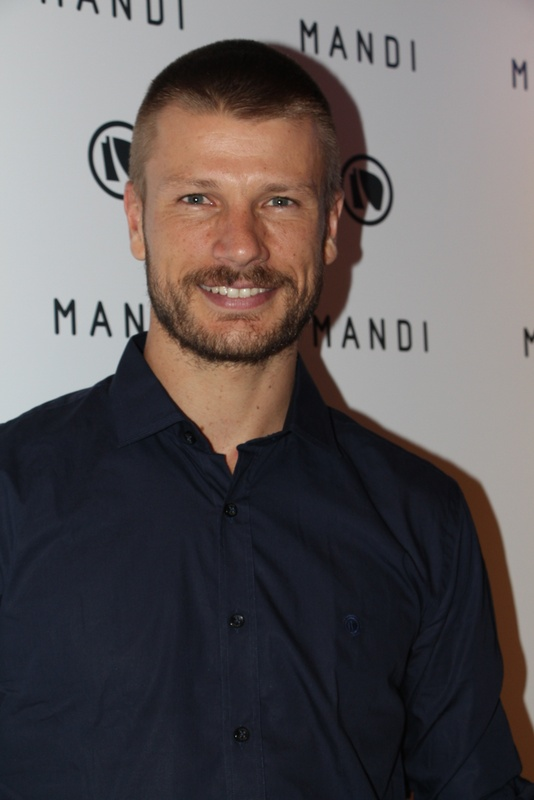
Rodrigo Hilbert

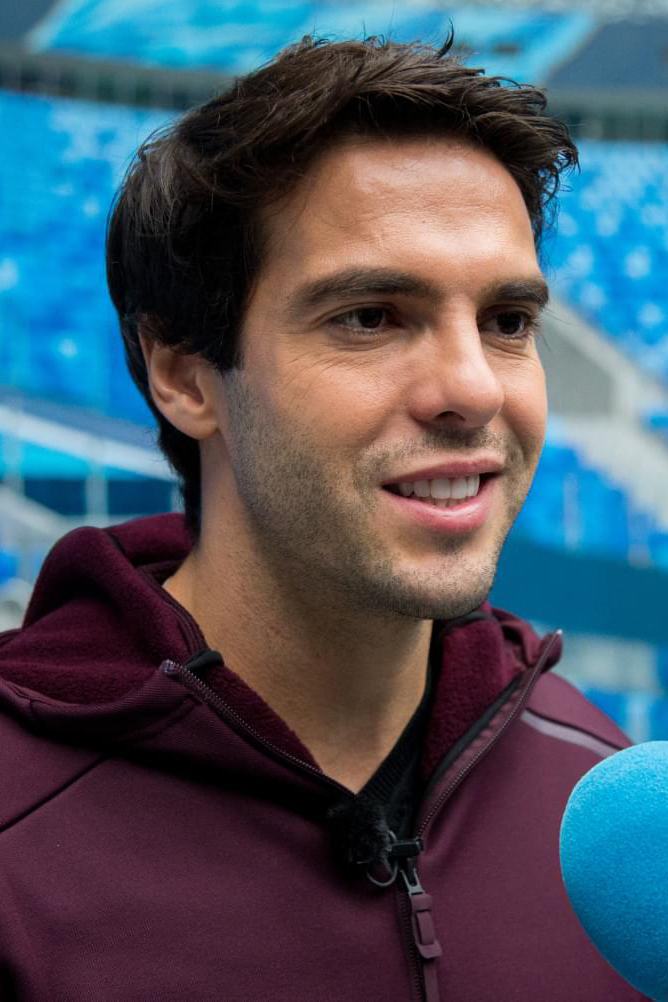
Kaká

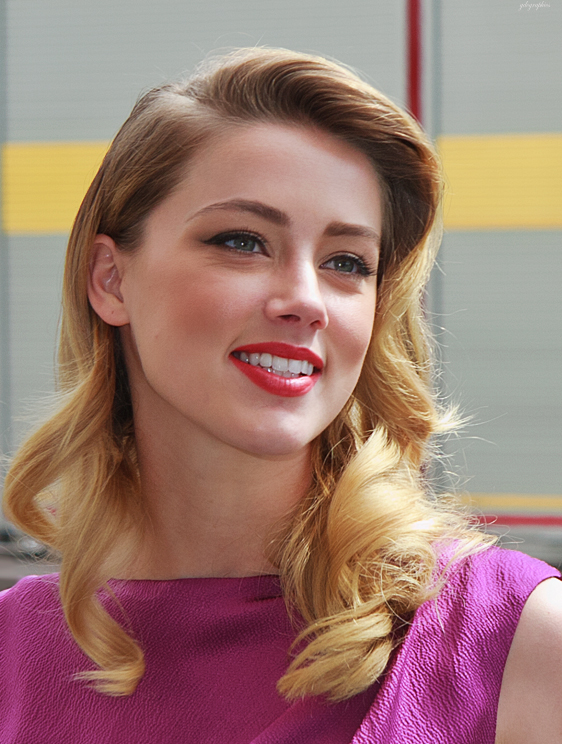
Amber Heard

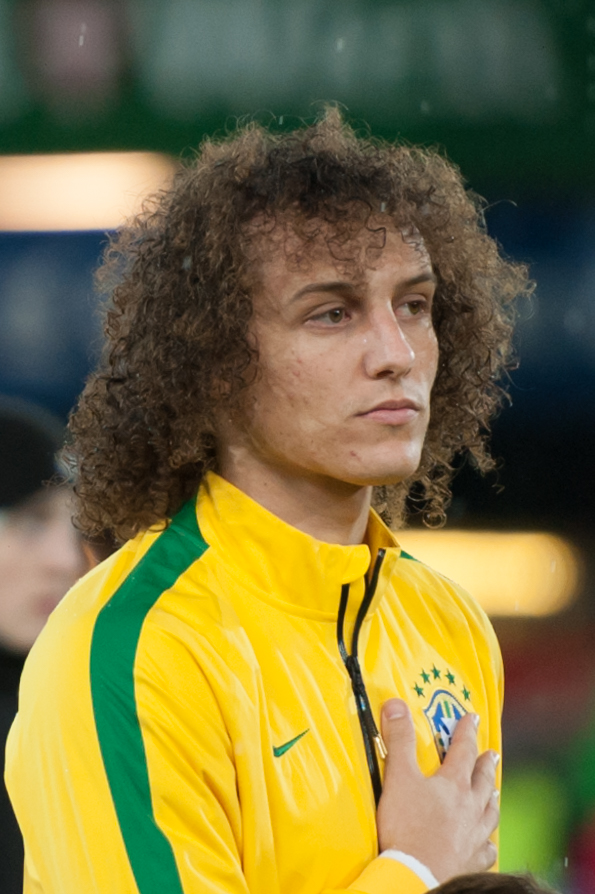
David Luiz

### Anteriores ao século XIX
- 1444 — Isabel de Iorque, Duquesa de Suffolk (m. 1503/1504).
- 1451 — Isabel I de Castela (m. 1504).
- 1518 — Antônio de Bourbon, duque de Vendôme (m. 1562).
- 1610 — Papa Alexandre VIII (m. 1691).
- 1640 — Mariana Alcoforado, religiosa portuguesa (m. 1723).
- 1707 — Henry Fielding, escritor e dramaturgo inglês (m. 1754).
- 1724 — Immanuel Kant, filósofo alemão (m. 1804).
- 1766 — Germaine de Staël, escritora francesa (m. 1817).
- 1797 — Jean Léonard Marie Poiseuille, médico e físico francês (m. 1869).

### Século XIX
- 1813 — Jørgen Moe, folclorista, bispo e escritor norueguês (m. 1882).
- 1852 — Guilherme IV de Luxemburgo (m. 1912).
- 1854 — Henri La Fontaine, político belga (m. 1943).
- 1868
  - Maria Valéria da Áustria (m. 1929).
  - Vianna da Motta, pianista e compositor português (m. 1948).
- 1870 — Vladimir Lenin, político e revolucionário russo (m. 1924).
- 1872 — Margarida da Prússia (m. 1954).
- 1876 — Robert Bárány, físico austríaco (m. 1936).
- 1881 — Xenia de Montenegro (m. 1960).
- 1887 — Harald Bohr, matemático e futebolista dinamarquês (m. 1951).
- 1893 — Gastão Lamounier, compositor brasileiro (m. 1984).
- 1897 — Charles LeMaire, figurinista estadunidense (m. 1985).
- 1899 — Vladimir Nabokov, escritor russo (m. 1977).

### Século XX

#### 1901–1950
- 1903
  - Paul Lemerle, historiador francês (m. 1983).
  - Daphne Akhurst, tenista australiana (m. 1933).
- 1904 — Robert Oppenheimer, físico estadunidense (m. 1967).
- 1906
  - Eddie Albert, ator estadunidense (m. 2005).
  - Gustavo Adolfo, Duque da Bótnia Ocidental (m. 1947).
- 1907 — Petrus Canisius van Lierde, bispo católico belga (m. 1995).
- 1909
  - Rita Levi-Montalcini, neurologista italiana (m. 2012).
  - Ralph Byrd, ator estadunidense (m. 1952).
  - Spíros Markezínis, político grego (m. 2000).
- 1911 — Wilhelm Zander, oficial alemão (m. 1974).
- 1914
  - Michael Wittmann, oficial alemão (m. 1944).
  - José Quiñones, militar e aviador peruano (m. 1941).
  - Jan de Hartog, romancista e dramaturgo neerlandês (m. 2002).
- 1915 — Dino Viola, dirigente esportivo e empresário italiano (m. 1991).
- 1916
  - Constantino Lüers, religioso brasileiro (m. 1997).
  - Yehudi Menuhin, violinista e maestro estadunidense (m. 1999).
- 1917 — Åke Andersson, futebolista sueco (m. 1983).
- 1919 — Donald James Cram, químico norte-americano (m. 2001).
- 1920 — José de Aquino Pereira, bispo católico português (m. 2011).
- 1923
  - Bettie Page, modelo e atriz estadunidense (m. 2008).
  - Aaron Spelling, produtor e ator estadunidense (m. 2006).
- 1924 — Carmen Dolores, atriz portuguesa (m. 2021).
- 1926
  - Julio Maceiras, futebolista uruguaio (m. 2011).
  - Charlotte Rae, atriz e cantora estadunidense (m. 2018).
  - Harald Leipnitz, ator alemão (m. 2000).
- 1927 — Enrique Sesma, ex-futebolista mexicano.
- 1928 — Estelle Harris, atriz norte-americana (m. 2022).
- 1929
  - John Nicks, treinador e ex-patinador artístico britânico.
  - Guillermo Cabrera Infante, escritor cubano (m. 2005).
  - Michael Atiyah, matemático britânico (m. 2019).
- 1932
  - Michael Colgrass, compositor, músico e educador estadunidense (m. 2019).
  - Isao Tomita, músico e compositor japonês (m. 2016).
- 1935
  - Paul Chambers, contrabaixista de jazz norte-americano (m. 1969).
  - Jerry Fodor, filósofo norte-americano (m. 2017).
- 1936 — Glen Campbell, músico, apresentador de televisão, ator e compositor norte-americano (m. 2017).
- 1937
  - Jack Nicholson, ator estadunidense.
  - Patricia Goldman-Rakic, neurocientista norte-americana (m. 2003).
- 1938 — Norma Nolan, ex-modelo argentina.
- 1939
  - Sérgio Mamberti, ator brasileiro (m. 2021).
  - Mel Carter, cantor e ator estadunidense.
  - Aluísio Bezerra de Oliveira, político brasileiro (m. 2019).
- 1940
  - Marie-José Nat, atriz francesa (m. 2019).
  - Adauto Santos, cantor, compositor e músico brasileiro (m. 1999).
- 1941
  - José Guilherme Merquior, sociólogo, escritor e diplomata brasileiro (m. 1991).
  - Nivaldo Ornelas, saxofonista, flautista, compositor e arranjador brasileiro.
  - Ruy Duarte de Carvalho, antropólogo, escritor e cineasta angolano (m. 2010).
- 1942 — Egil Olsen, ex-futebolista e treinador de futebol norueguês.
- 1943
  - Francisco Montes, ex-futebolista mexicano.
  - Janet Evanovich, escritora norte-americana.
- 1944
  - Joaquim Lobo, fotojornalista português (m. 2011).
  - Steve Fossett, empresário, aviador e velejador norte-americano (m. 2007).
- 1946 — Nicole Garcia, atriz e diretora francesa.
- 1947
  - Shmuel Rosenthal, ex-futebolista israelense.
  - Neil Horan, ex-padre irlandês.
  - Steve Englehart, escritor norte-americano.
- 1949
  - Maria Alcina, cantora brasileira.
  - Di Melo, músico e artista plástico brasileiro.
- 1950
  - Peter Frampton, músico britânico.
  - Natsagiin Bagabandi, político mongol.

#### 1951–2000
- 1951 — Paul Carrack, músico britânico.
- 1952
  - Marilyn Chambers, atriz estadunidense (m. 2009).
  - François Berléand, ator francês.
  - Kamla Persad-Bissessar, política trinitária.
- 1953
  - Alain Oreille, ex-automobilista francês.
  - Oszkár Frey, ex-canoísta húngaro.
- 1954 — Matthias Wiegand, ex-ciclista alemão.
- 1955 — Arthur Baker, DJ e produtor musical norte-americano.
- 1957
  - Donald Tusk, político polonês.
  - Daniel Chatto, ator britânico.
- 1958
  - Alfredo José Espinoza Mateus, arcebispo equatoriano.
  - Lokua Kanza, cantor, compositor e arranjador congolês.
- 1959
  - Gheorghe Liliac, ex-futebolista romeno.
  - Catherine Mary Stewart, atriz e diretora canadense.
  - Francis Castaing, ex-ciclista francês.
- 1960 — Tatiana Thumbtzen, atriz, modelo e dançarina estadunidense.
- 1961 — Mark Adickes, ex-jogador de futebol americano teuto-estadunidense.
- 1964
  - Chris Makepeace, ator canadense.
  - Massimo Carrera, ex-futebolista e treinador de futebol italiano.
- 1965
  - Roman Coppola, ator, diretor e produtor cinematográfico estadunidense.
  - Miguel Leal, treinador de futebol português.
- 1966
  - Mariana Levy, atriz mexicana (m. 2005).
  - Fletcher Dragge, guitarrista e produtor musical estadunidense.
  - Jeffrey Dean Morgan, ator norte-americano.
  - Janusz Michallik, ex-futebolista polonês-americano.
- 1967
  - Sheryl Lee, atriz estadunidense.
  - Juan Carlos Unzué, ex-futebolista e treinador de futebol espanhol.
  - Sherri Shepherd, atriz e comediante estadunidense.
- 1968
  - Ivaylo Yordanov, ex-futebolista búlgaro.
  - Nicholas Tombazis, designer automobilístico grego.
- 1969
  - Billy McKinlay, ex-futebolista britânico.
  - Delfí Geli, ex-futebolista espanhol.
  - Bruno, cantor e compositor brasileiro.
- 1970
  - Mano Brown, rapper brasileiro.
  - Marinko Galič, ex-futebolista esloveno.
  - Regine Velasquez, atriz e cantora filipina.
  - Andrea Giani, ex-jogador e treinador de vôlei italiano.
- 1971
  - Eric Mabius, ator norte-americano.
  - Vladimir Fedorov, patinador artístico russo.
- 1972
  - Sarah Patterson, atriz britânica.
  - Sabine Appelmans, ex-tenista belga.
  - Milka Duno, automobilista venezuelana.
- 1974
  - Belo, cantor e compositor brasileiro.
  - Tomonori Tateishi, ex-futebolista japonês.
  - Shavo Odadjian, DJ e baixista armênio-americano.
  - Kenichi Uemura, ex-futebolista japonês.
- 1975
  - Raymond Kalla, ex-futebolista camaronês.
  - Fábio Baiano, ex-futebolista brasileiro.
  - Carlos Sastre, ex-ciclista espanhol.
  - Greg Moore, automobilista canadense (m. 1999).
  - Jordi Cuixart, empresário e ativista político espanhol.
- 1976
  - Juriy Cannarsa, ex-futebolista e treinador de futebol italiano.
  - Marcin Żewłakow, ex-futebolista polonês.
  - Michał Żewłakow, ex-futebolista polonês.
- 1977 — Mark van Bommel, ex-futebolista e treinador de futebol neerlandês.
- 1978
  - Esteban Tuero, ex-automobilista argentino.
  - Ezekiel Jackson, wrestler guianense.
  - DJ Drama, DJ e produtor musical norte-americano.
  - Jagoba Arrasate, ex-futebolista e treinador de futebol espanhol.
- 1979
  - Daniel Johns, músico australiano.
  - Zoltán Gera, ex-futebolista húngaro.
  - John Gadret, ex-ciclista francês.
- 1980
  - Igor Budan, ex-futebolista croata.
  - Jeci, ex-futebolista brasileiro.
  - Ferdinando, ex-futebolista brasileiro.
  - Rodrigo Hilbert, ator, apresentador e modelo brasileiro.
- 1981 — Rafael Sperafico, automobilista brasileiro (m. 2007).
- 1982
  - Kaká, ex-futebolista brasileiro.
  - Cassidy Freeman, atriz e cantora estadunidense.
  - Eduardo Barroca, treinador de futebol brasileiro.
- 1983 — Daniel Sjölund, futebolista finlandês.
- 1984
  - Michelle Ryan, atriz britânica.
  - Wellington Paulista, ex-futebolista brasileiro.
  - Amelle Berrabah, cantora britânica.
  - Diego Penny, futebolista peruano.
- 1985
  - Diana Piedade, cantora portuguesa.
  - Leandro Salino, ex-futebolista brasileiro.
- 1986
  - Viktor Fayzulin, ex-futebolista russo.
  - Amber Heard, atriz estadunidense.
  - Antonio Ghomsi, ex-futebolista camaronês.
  - Wálter Veizaga, futebolista boliviano.
- 1987
  - John Obi Mikel, ex-futebolista nigeriano.
  - David Luiz, futebolista brasileiro.
  - David Mateos, futebolista espanhol.
- 1988
  - Léo Santana, cantor brasileiro.
  - Arthur Nogueira, cantor, compositor, jornalista e músico brasileiro.
  - Ezechiel N'Douassel, futebolista chadiano.
- 1989
  - Jasper Cillessen, futebolista neerlandês.
  - Aron Gunnarsson, futebolista islandês.
  - James McClean, futebolista irlandês.
- 1990
  - Machine Gun Kelly, rapper estadunidense.
  - Luis Nery Caballero, futebolista paraguaio.
- 1991
  - Ekaterina Kramarenko, ex-ginasta russa.
  - Alejandro Chumacero, futebolista boliviano.
- 1992
  - Patrik Hrošovský, futebolista eslovaco.
  - English Gardner, velocista norte-americana.
  - Elias Kachunga, futebolista teuto-congolês.
  - Rolene Strauss, modelo sul-africana.
- 1993
  - Ryu Hwa-young, rapper e atriz sul-coreana.
  - Flávio Gualberto, jogador de vôlei brasileiro.
- 1994
  - Jordan Wilimovsky, nadador norte-americano.
  - Quentin Jauregui, ciclista francês.
- 1995 — Victoria Rodríguez, tenista mexicana.
- 1996
  - Raúl Gudiño, futebolista mexicano.
  - Olena Starikova, ciclista ucraniana.
  - Tamerlan Bashaev, judoca russo.
- 1997
  - Carol Biazin, cantora, compositora e produtora musical brasileira.
  - Louis Delétraz, automobilista suíço.
  - Agnieszka Skalniak-Sójka, ciclista polonesa.
- 1998
  - Jay Dasilva, futebolista britânico.
  - David Raum, futebolista alemão.
- 1999 — Juan Camilo Hernández, futebolista colombiano.
- 2000 — Franco Israel, futebolista uruguaio.

## Mortes

### Anteriores ao século XIX
- 0296 — Papa Caio (n. ?).
- 0536 — Papa Agapito I (n. 490).
- 0613 — Teodoro de Siceão (n. ?).
- 0835 — Kukai, monge budista japonês (n. 774).
- 1355 — Leonor de Woodstock, duquesa de Gueldres (n. 1318).
- 1616 — Miguel de Cervantes, escritor, dramaturgo e poeta espanhol (n. 1547).
- 1672 — Georg Stiernhielm, linguista e poeta sueco (n. 1598).
- 1706 — Guilhermina Ernestina da Dinamarca, eleitora do Palatinado (n. 1650).
- 1758 — Antoine de Jussieu, botânico e médico francês (n. 1686).
- 1778 — James Hargreaves, inventor britânico (n. 1720).

### Século XIX
- 1806 — Pierre Villeneuve, almirante francês (n. 1763).
- 1821
  - Gregório V de Constantinopla, patriarca e santo grego (n. 1746).
  - John Crome, pintor britânico (n. 1768).
- 1833 — Richard Trevithick, inventor britânico (n. 1771).
- 1854 — Nicolás Bravo, general e político mexicano (n. 1786).
- 1871 — Martín Carrera, general e político mexicano (n. 1806).
- 1892 — Édouard Lalo, violinista e compositor francês (n. 1823).

### Século XX
- 1908 — Henry Campbell-Bannerman, comerciante e político britânico (n. 1836).
- 1933 — Henry Royce, engenheiro e empresário britânico (n. 1863).
- 1945
  - Wilhelm Cauer, matemático e acadêmico alemão (n. 1900).
  - Käthe Kollwitz, pintora e escultora alemã (n. 1867).
- 1946 — Harlan F. Stone, advogado e jurista norte-americano (n. 1872).
- 1949 — Charles B. Middleton, ator norte-americano (n. 1874).
- 1950 — Charles Hamilton Houston, advogado e acadêmico norte-americano (n. 1895).
- 1956 — Walt Faulkner, automobilista norte-americano (n. 1918).
- 1965 — Gretchen Merrill, patinadora artística americana (n. 1925).
- 1967 — Tom Conway, ator estadunidense (n. 1904).
- 1968 — Steve Sholes, produtor musical norte-americano (n. 1911).
- 1975 — Willy Böckl, patinador artístico austríaco (n. 1893).
- 1978 — Will Geer, ator norte-americano (n. 1902).
- 1980 — Fritz Straßmann, químico e físico alemão (n. 1902).
- 1983 — Earl Hines, pianista e líder de banda norte-americano (n. 1903).
- 1984 — Ansel Adams, fotógrafo e ambientalista norte-americano (n. 1902).
- 1986 — Mircea Eliade, historiador e escritor romeno (n. 1907).
- 1989 — Emilio Gino Segrè, físico ítalo-estadunidense (n. 1905).
- 1994 — Richard Nixon, político norte-americano (n. 1913).
- 1996 — Erma Bombeck, jornalista e escritora norte-americana (n. 1927).

### Século XXI
- 2002
  - Albrecht Becker, ator, designer de produção e fotógrafo alemão (n. 1906).
  - Linda Lovelace, atriz estadunidense (n. 1949).
- 2008
  - Francisco Martins Rodrigues, político português (n. 1927).
  - Paul Davis, cantor e compositor norte-americano (n. 1948).
- 2009
  - David Kellermann, empresário norte-americano (n. 1967).
  - Ken Annakin, cineasta britânico (n. 1914).
  - Otto Stupakoff, fotógrafo de moda brasileiro (n. 1935).
- 2010 — Lina Marulanda, modelo e apresentadora colombiana (n. 1980).
- 2013 — Richie Havens, cantor, compositor e guitarrista estadunidense (n. 1941).
- 2017
  - Erin Moran, atriz estadunidense (n. 1960).
  - Gustavo Rojo, ator mexicano (n. 1923).

## Feriados e eventos cíclicos
- Dia Mundial da Terra

### Brasil
- Feriado Nacional – Dia do Descobrimento do Brasil
- Dia da Aviação de Caça da Força Aérea Brasileira
- Dia da Comunidade Luso-Brasileira
- Aniversário de Itanhaém, São Paulo.
- Dia do Agente de viagens
- Dia Nacional da Tontura

### Portugal
- Dia Nacional do Património Geológico
- Dia de Santa Senhorinha de Basto

### Cristianismo
- Maria do Egito
- Maria Gabriella Sagheddu
- Papa Caio
- Papa Sotero
- Senhorinha de Basto

## Outros calendários
- No calendário romano era o 10.º dia (X) antes das calendas de maio.
- No calendário litúrgico tem a letra dominical G para o dia da semana.
- No calendário gregoriano a epacta do dia é vii.